# Skwer Ignacego Łukasiewicza w Poznaniu

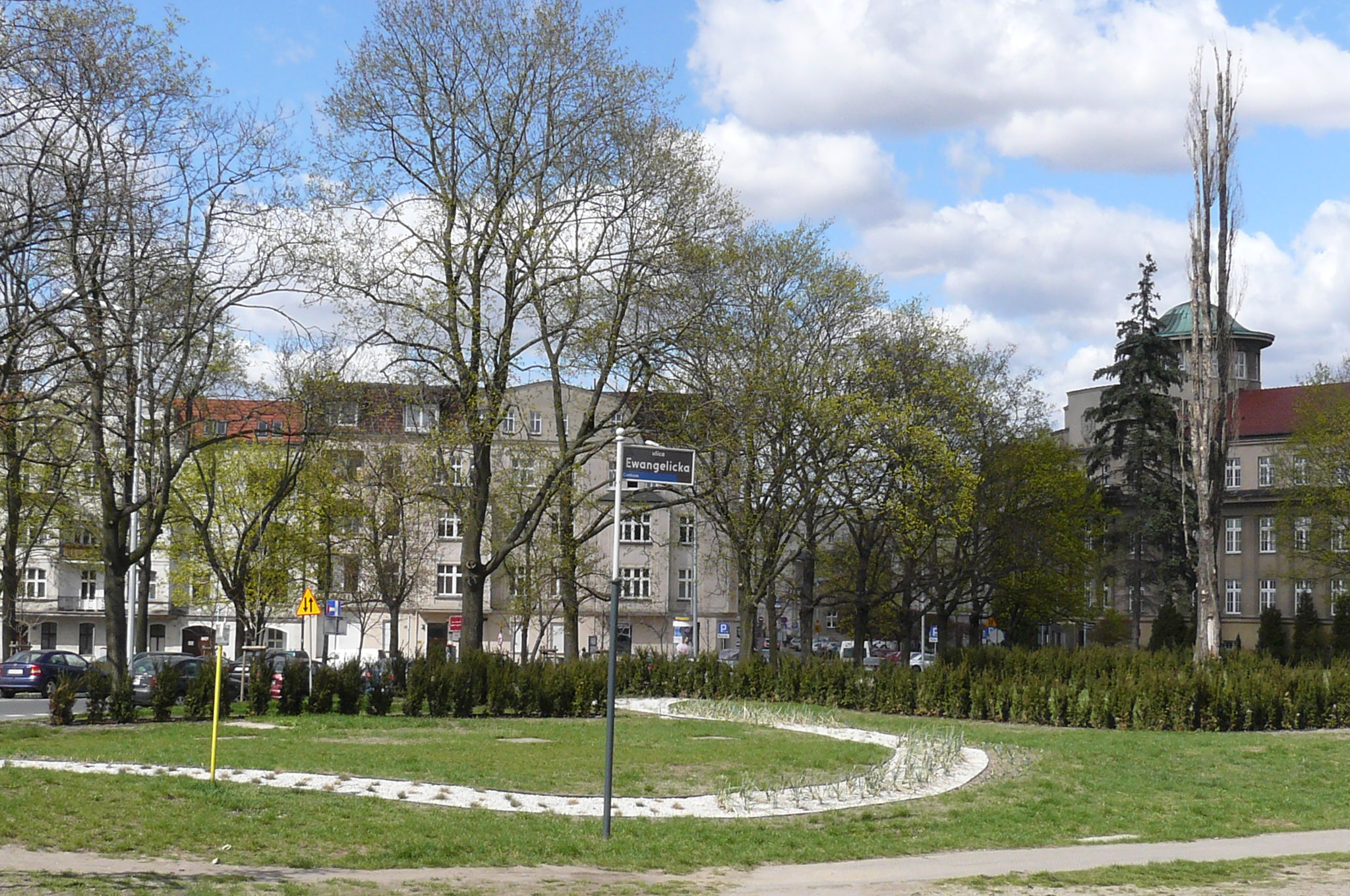
Widok od ul. Ewangelickiej – część inspirowana sztuką Dalekiego Wschodu

Skwer Ignacego Łukasiewicza – trójkątny skwer, zlokalizowany w Poznaniu, pomiędzy ulicami Grobla, Za Groblą i Mostową, na Grobli.

## Opis
Nazwa upamiętnia polskiego chemika – Ignacego Łukasiewicza, a wiąże się z leżącą przy skwerze Starą Gazownią, obok której stoi Pomnik Zygi Latarnika. Przy Grobli zlokalizowano też ławeczkę pomnikową Ignacego Łukasiewicza (ustawiono ją 23 września 2013, a jej autorem jest Roman Kosmala). Skwer leży na pochyłym terenie. W centralnej jego części przebiega słabo zaznaczona skarpa, porośnięta drzewami.
Po drugiej stronie ulicy Grobla ciągną się nadwarciańskie tereny zielone, natomiast na południe od ulicy Mostowej funkcjonuje hotel Ibis, obok którego stoi Wstęga Warty.
Teren skweru zajmuje zieleń, urządzenia rekreacyjne dla dzieci i ławki. Całość zrewitalizowano w 2010.

## Przyroda
Skwer otoczony jest szpalerami klonów zwyczajnych, wzdłuż otaczających go ulic. Jest to pozostałość założenia historycznego – dawniej skwer ze wszystkich stron obiegały podwójne aleje.
Na skwerze w 2007 rosły łącznie 54 drzewa, z których, w czasie rewitalizacji, 6 wycięto z uwagi na zły stan, część poddano leczeniu, a inne, nowe, dosadzono. Oprócz wspomnianych wyżej klonów zwyczajnych, są to: klon jawor, robinia akacjowa, topola, wiąz górski, morwa biała, morwa czarna, grusza drobnoowocowa i klon jesionolistny (ten ostatni tylko jeden). Krzewy reprezentowane są przez tawułę (w odmianie Spirea van Houttea), bluszcz pospolity, śnieguliczkę (Symphoricarpos chenaultii „Hancock”), irgę (Cotonoaster horizontalis), tawulec pogięty, tawułę japońską i forsycję pośrednią. Z bylin dosadzono bodziszka korzeniastego. Najgrubszym drzewem jest topola o obwodzie pnia 367 cm.

## Użytkownicy
Przed rewitalizacją przeprowadzono badania na temat przekroju użytkowników skweru, które wykazały trzy zasadnicze grupy tych osób:
- dzieci z rodzicami lub bez (głównie w godzinach przedpołudniowych),
- opiekunowie z psami (całodobowo),
- osoby bez konkretnego zajęcia (głównie wieczorami, przyczyniają się czasem do powstawania dewastacji).

## Dojazd
Tramwajami linii 5, 13 i 16 do przystanku Most św. Rocha, który jest położony przy samym skwerze.